# جواهرات ایران
جواهرات ایران (انگلیسی: Persian Jewels) دارایی خارق‌العادهٔ سلطنتی است که شامل مقدار فراوانی مروارید از خلیج فارس است. جواهرات سلطنتی ایران در بین بزرگترین و چشمگیرترین مجموعهٔ جواهرات در دنیا است. این جواهرات در خزانه‌داری بانک مرکزی جمهوری اسلامی ایران به نمایش قرار داده می‌شود و جذاب‌ترین جاذبه‌های گردشگری ایران است.